# ドクターペッパー

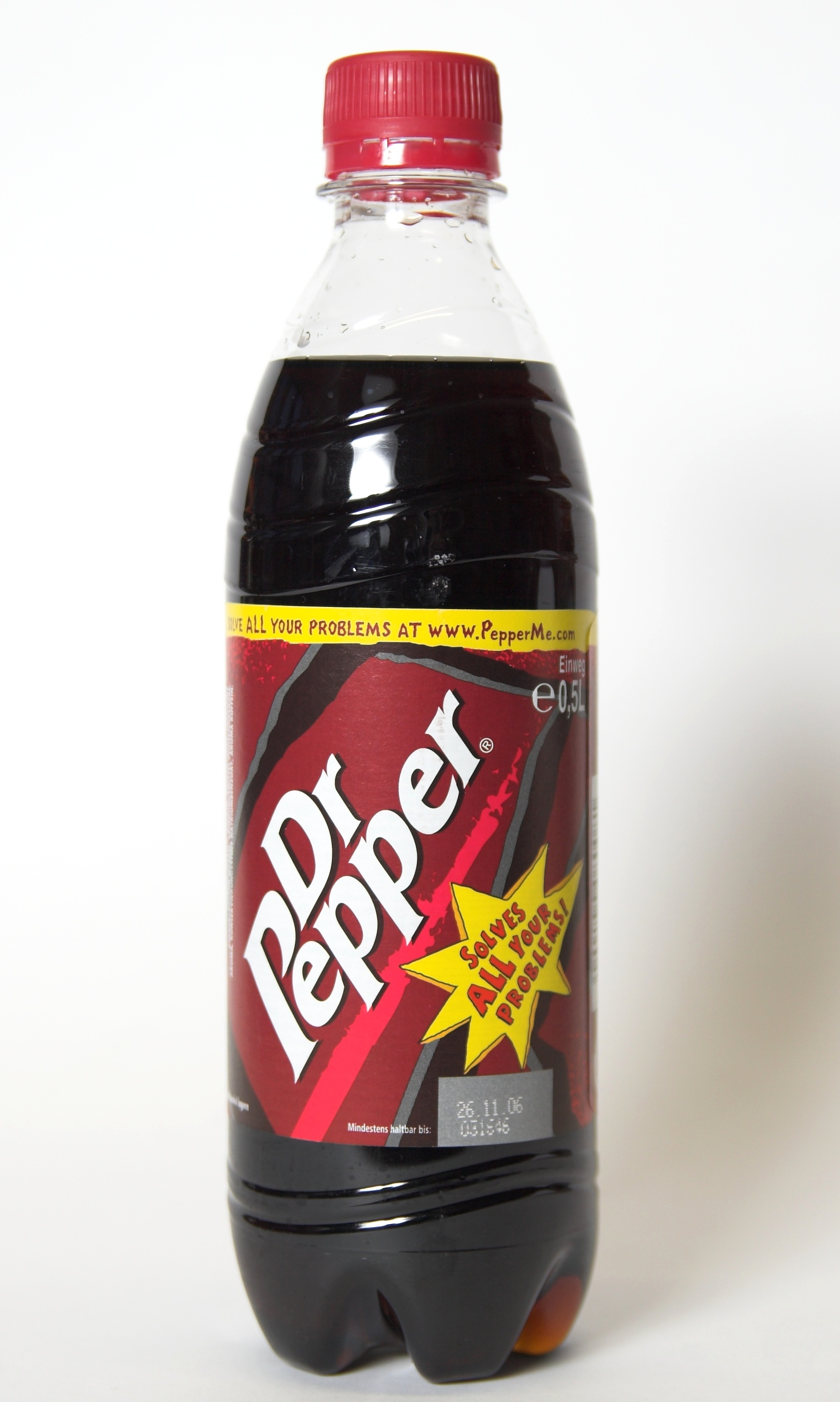
ドクターペッパー 500ml PETボトル

ドクターペッパー（Dr Pepper）は、1885年にアメリカ合衆国で発売開始された炭酸飲料。1880年代、テキサス州ウェーコの薬剤師であるチャールズ・アルダートンによって発明され、1885年に発売後、1904年に全米展開された。現在、ヨーロッパ、アジア、北米、南米で販売されている。オーストラリア、ニュージーランド、南アフリカでは輸入品として販売されている。またダイエット・ドクターペッパーの他、2000年代より様々なフレーバーが追加されている。
キャドバリー・シュウェップス社（Cadbury-Schweppes）からスピンアウトしたドクターペッパー・スナップル・グループが販売しており、ダラス郊外のテキサス州プレイノに本社がある。

## 歴史

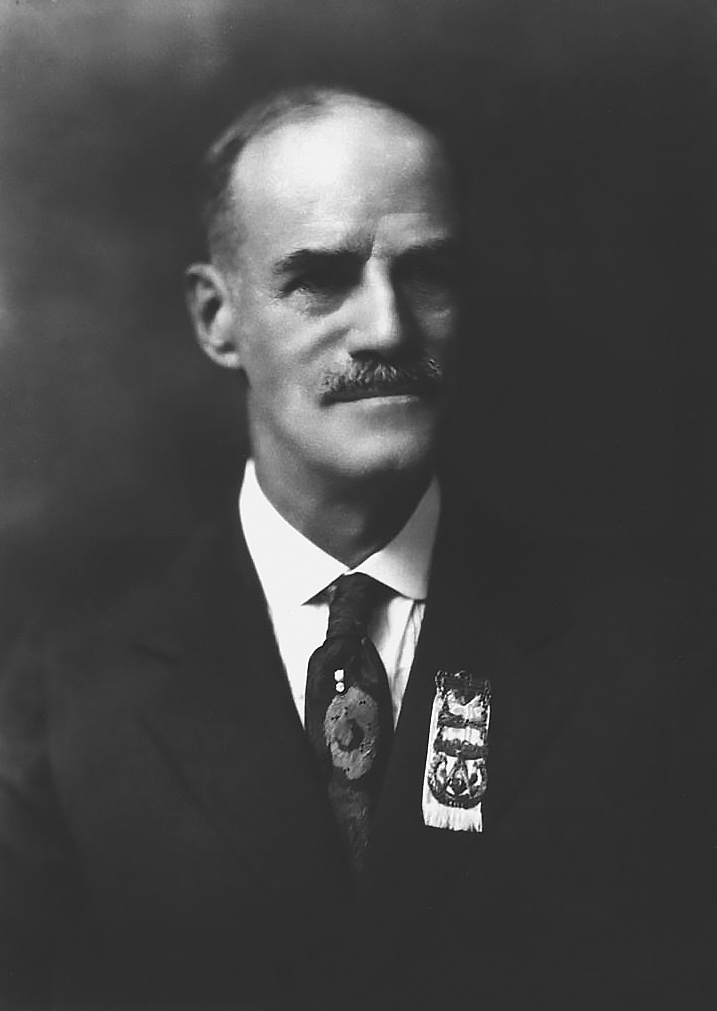
発明者のチャールズ・C・アルダートン

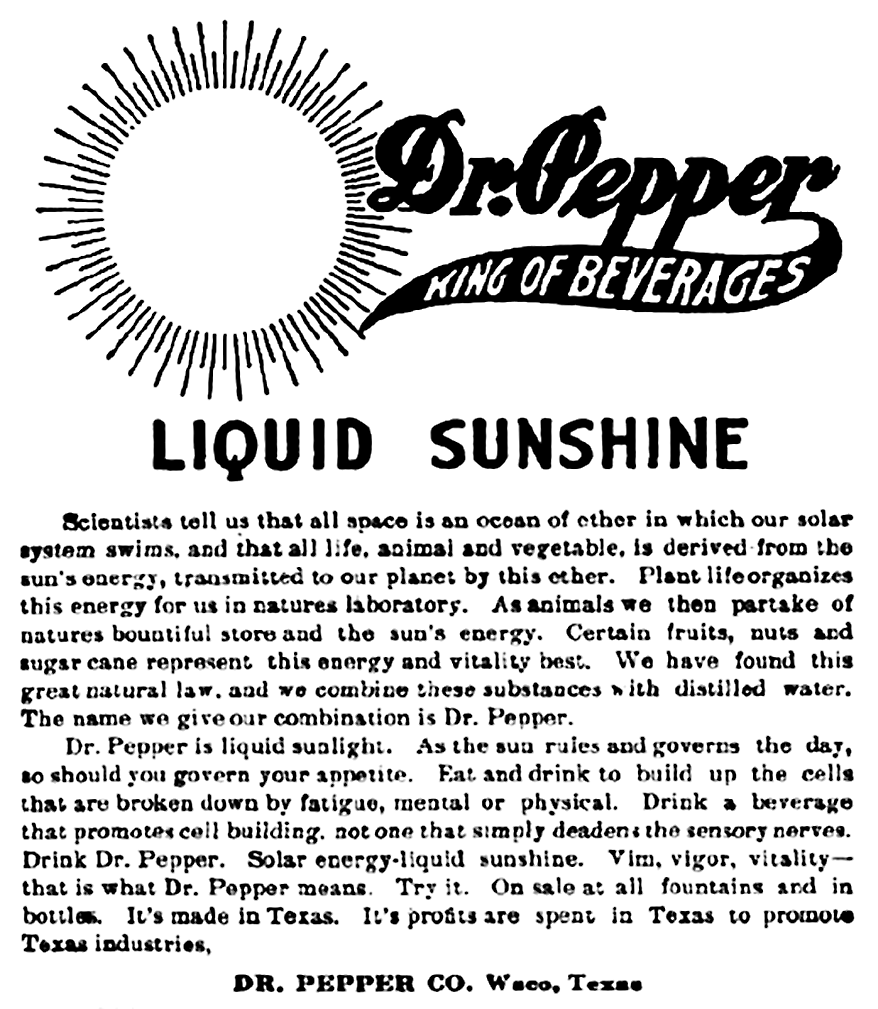
1913年の広告

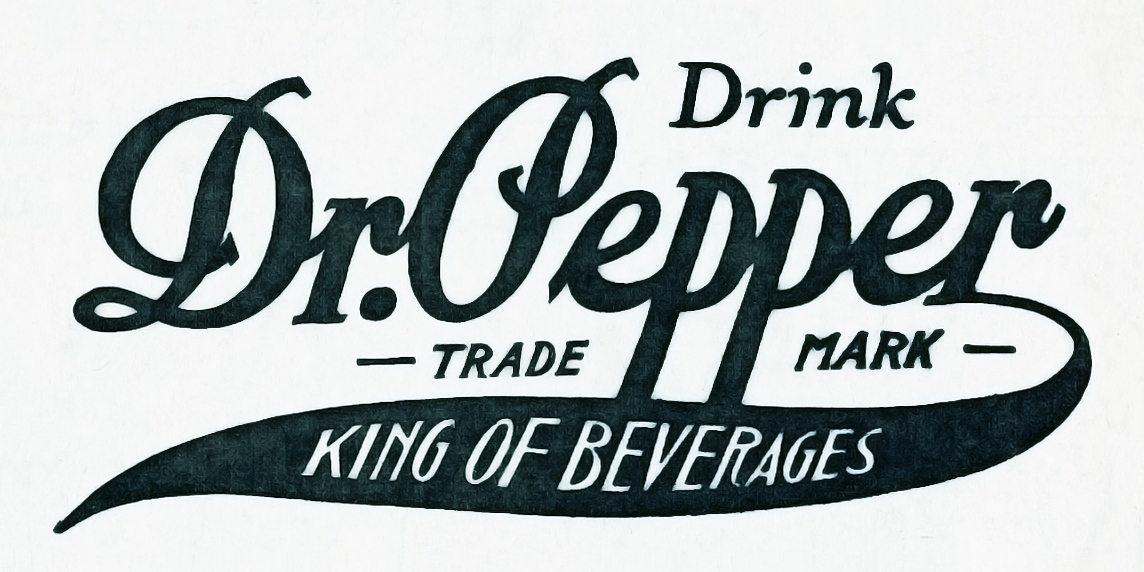
Dr Pepper ロゴ (1910)

1885年に、ウェイド・モリソンはテキサス州ウェーコの繁華街にあったドラッグストア（モリソンズ・オールド・コーナー・ドラッグストア）に薬剤師として後のドクターペッパーの発明者で、ブルックリン区生まれでイギリスで炭酸飲料を勉強したチャールズ・アルダートンを雇った。モリソンとアルダートンは、「ウェーコ」と呼ばれて人気になる独特なフレーバーを持つ炭酸飲料を提供した。アルダートンはモリソンにその製法を引き継いだ。
初期の広告は、「aids digestion and restores vim, vigor, and vitality（消化を助け、精力・活力・生命力を取り戻す）」と主張して健康に良いアピールを行った。
ドクターペッパーは、1885年にアリゾナ州ケーブ・クリークで初めて販売されたとされており、コカ・コーラより1年早い。1904年にアメリカで行われたセントルイス万国博覧会によって新感覚の炭酸飲料としてアメリカ国内に広まった。実際に初めて販売された日は不明ではあるが、アメリカ特許商標庁は、1885年12月1日をドクターペッパーが初めて売り出された日と認定している。コカ・コーラやペプシコーラと違い、コーラの実を素に作られた飲み物ではない。ドクターペッパーの味は、ソーダ・ファウンテンにあった数種類の味を混ぜて作られたということになっているが、23種類とされている原料はいまだに非公開であるため確認できない。ウェーコにあるドクターペッパー博物館で、その材料の一部が公開されている。なお、材料の1つとしてプルーンジュースが使われているという噂が1930年頃より存在しているが、このことは天然フレーバーと人工フレーバーが独自に配合されているとして製造元により否定されている。この噂の元は不明であり、競合他社の配送員によりプルーンの整腸作用を利用した中傷を語ったという説があるが、単に多くの人がドクターペッパーとプルーンジュースの味が似ていると感じているからとされる。コカ・コーラと同様に、レシピは秘密となっている。ダラスにある2か所の別の銀行のセーフティーボックスに分けて保管されていると言われている。
2009年、ビル・ウォーターズがテキサス州の回廊地帯のアンティーク・ストアで買い物中に製法とレシピが記入された古い台帳を発見した。1885年にドクターペッパーが発売されたWBモリソン&カンパニー・オールド・コーナー・ドラッグ・ストアの名がシートやレターヘッドに記され、台帳の表紙には色褪せた文字で「キャッスルズ・フォーミュラズ」と記されていた。ジョン・キャッスルズは当時モリソンのドラッグストアの共同経営者であり、早くとも1880年にはこの店舗で働いていた。台帳の中の「ドクターペッパー・ペプシン・ビターズ」と題されたレシピは特に注目すべきであり、ドクターペッパーの初期のレシピと推測される。しかしキューリグ・ドクターペッパーはドクターペッパーの製法ではなく消化促進の調合であると語った。2009年5月、この台帳はオークションにかけられたが、誰も購入しなかった。

### 名称
その名の起源は諸説ある。1つの可能性として、当時は商品の健康さをアピールするために商品の頭に接頭辞Dr.を付ける風潮があり、炭酸飲料は健康的であると考えられていた。
しばしば語られる説は、バージニア州ルーラル・リトリート在住の医師チャールズ・ティラー・ペッパーから名前を引用したというものである。ウェード・モリソンはかつての雇い主のペッパーに感謝して名付けたとされる。しかしテキサス州のダブリン・ドクターペッパー・ボトリング博物館のコレクション・マネージャーで館長のミリー・ウォーカーは、国勢調査の記録によると若い頃のモリソンはルーラル・リトリートから40マイル (64 km)離れたクリスチャンズバーグに住んでおり、ルーラル・リトリートのペッパーのもとで働いていた証拠は全くないと語った。他に、ペッパーは娘とモリソンが結婚する許可を与えたという説があるが、モリソンがウェーコに転居した時はペッパーの娘は8歳であったため疑問が残る。
クリスチャンズバーグのウィリアム・アレクサンダー・リード・ペッパー医師も別の可能性の1つである。モリソンがクリスチャンズバーグに居住して薬剤師として勤務していたと記録する国勢調査の次のページにはペッパー医師が記録されている。当時の調査員は各家を戸別訪問しており、2人は近所に住んでいたことがうかがわれる。当時ペッパーには16歳の娘メアリー・アン(愛称ミニー)がいたと記録されている。

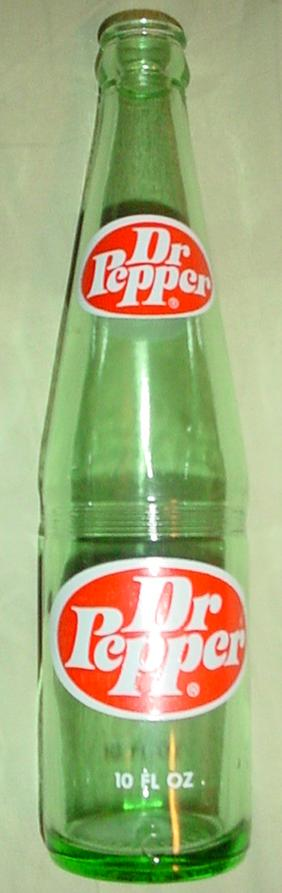
1970年代のロゴの入ったガラス瓶

1950年代まで「Dr」の後にピリオドの入った「Dr.」という表記であったが、見た目や読みやすさの観点からピリオドは取り除かれた。発売当初の字体は斜体であり、「Dr.」は「Di.」に類似していた。

### 法的闘争および取引
1951年、ドクターペッパーはコカ・コーラ社を、5セントのニッケル・コカ・コーラは原価割れしており取引制限であるとして$750,000で訴えた。
1969年、「コーラではない」ソフトドリンクと法的に判定されたおかげで、当時の社長およびCEOのWWクレメンツ(愛称フッツ)は世界最大のコカ・コーラの瓶詰および卸であるニューヨークのコカ・コーラ・ボトリング社にニューヨーク都市圏でのドクターペッパーの瓶詰および卸の説得に成功した。
1972年、ドクターペッパーはコカ・コーラ社がソフトドリンク「ペッポ」を販売したとして商標権侵害で訴えた。コカ・コーラ社は「ペッポ」を「ミスター・ピブ」に改名した。
1980年代初頭、ドクターペッパーは債務超過となり、投資グループに買収を持ちかけた。数年後、コカ・コーラはドクターペッパーを買収しようとしたが、連邦取引委員会(FTC)に阻止された。この頃、セブンアップはドクターペッパーを救済した投資会社によりフィリップモリスに買収された。コカ・コーラは合併に失敗し、ドクターペッパーとセブンアップが合併してドクターペッパー/セブンアップ社(DPSU)を設立し、その過程で国際ブランド権を放棄した。その後アメリカ国外において、コカ・コーラはドクターペッパーの商標権を、ペプシコはセブンアップの商標権を獲得した。
1990年代、アメリカの独占禁止法の歴史において、ドクターペッパーが度々登場していた。経済学者や裁判所はドクターペッパーはペッパー風味であってコーラとは異なるとの見解を重視している。1995年、FTCはソフトドリンクのペッパー風味飲料の独占を危惧し、コカ・コーラ社とドクターペッパーの合併を阻止した。1996年、NFLプロパティーズ、ダラス・カウボーイズ、そのオーナーであるジェリー・ジョーンズ、ナイキ、そしてテキサス州アービングにあるテキサス・スタジアムのその他の商業施設にまつわる独占禁止法裁判に関わった。ジョーンズはドクターペッパーおよびリーグが薦める企業と契約していたが、リーグはコカ・コーラおよび他の企業との独占的な市場契約に違反していると指摘した。NFLはジョーンズおよび他のチームが独自に契約することに合意した。

## 種類
2004年10月25日に『チェリー・バニラ・ドクターペッパー』が、アメリカ南部や中西部で先行販売されており、2005年からアメリカ全土で販売された。また、『ダイエット・チェリー・バニラ・ドクターペッパー』という0kcalのダイエット・バージョンもある。イギリスでは『ドクター・ペッパー・ゼロ』というゼロカロリーのものも存在する。
アメリカ合衆国では、2006年に『ドクターペッパー・ベリーズ&クリーム』（ダイエットもあり）が販売開始された。カフェインを取り除いた『カフェインフリー・ドクターペッパー』も存在する。砂糖の代わりに、異性化液糖を用いた『ドクターペッパー・テン』も発売されているが、10kcalながらも大胆な味で女性向けではないと明記されている。
日本においては、1990年前後に東京カナダドライから、低カロリーの『ドクターペッパー・ライト』が販売されていた。
2014年より、日本製で0kcalのDr Pepper Diet（ドクターペッパーダイエット）が販売開始された。基本的にコストコ向けの『クラブマルチパック缶』として製造されているが、大手ネット通販のAmazonマーケットプレイスや楽天市場、外国人の利用が多い東京都内のスーパーマーケットでは一部扱いがある。

### 北アメリカ
| 商品名 | 発売年                | 特記 | 脚注                 |
| --- | --------------------- | --- | -------------------- |
| ダイエット・ドクターペッパー Diet Dr. Pepper                                                                 | 1962年(缶) 1963年(瓶) | 低カロリーのドクターペッパー。当初「ダイエタリー・ドクターペッパー」という名であったが糖尿病の患者のための飲料と誤解され売れ行きが伸びず、1966年、「シュガー・フリー・ドクターペッパー」と改名した。1987年、「ダイエット・ドクターペッパー」に再度改名した。2006年、飲料専門誌『ビバレッジ・ダイジェスト』誌によると、販売数が6.4%増加して売上第10位となった。 1991年から2006年、「"Diet Dr Pepper tastes more like Regular Dr Pepper."(ダイエット・ドクターペッパーはいつものドクターペッパーと変わらない味)」というスローガンを使用し販売されていた。2006年、通常のドクターペッパーと比較してダイエット・ドクターペッパーの味をデザートに例え「"There's nothing diet about it."(何も制限していない)」というスローガンで新たなキャンペーンを開始した。 | [ 31 ] [ 32 ] [ 33 ] |
| カフェインフリー・ダイエット・ドクターペッパー(ペッパー・フリー) Caffeine Free Diet Dr. Pepper (Pepper Free) | 1982年                | カフェイン無しのダイエット・ドクターペッパー。1982年、「ペッパー・フリー」としてテスト販売が行なわれ、健康意識の高い顧客のニッチ市場に合わせて製造する必要性を示す研究結果により別ブランドとして製造した。このペッパー・フリーのブランドは3年間のみ継続し、1985年に段階的に廃止された。カフェインフリーのダイエット商品は名を変え製造され続けているが、ペッパー・フリーのブランドが消滅した理由は明らかでなく、競合する「ペプシ・フリー」(現「カフェインフリー・ペプシ」)との混同を避けたためという説もある。\| |                      |
| カフェインフリー・ドクターペッパー Caffeine Free Dr. Pepper                                                  | 1983年                | カフェイン無しのドクターペッパー。ペッパー・フリーの成功により発売された。 | [ 37 ]               |
| ドクターペッパー・レッドフュージョン Dr Pepper Red Fusion                                                    | 2002年                | チェリー・フレーバーの赤い飲料。社の122年の歴史において、ドクターペッパーに新たなフレーバーが追加されたのはこれが初めてであった。ペプシ・ブルーやキャドバリー・シュウェップスのDnLなどの競合ブランドを含む「バラエティ展開」のトレンドに乗ったものであった。 これらの飲料と同様にレッドフュージョンは経済的に失敗し、1年経たないうちに基本的に製造中止となったが、一部地域では2004年終盤まで購入可能であった。 |                      |
| ドクターペッパー・チェリーバニラ Dr Pepper Cherry Vanilla                                                    | 2004年                | チェリーとバニラのフレーバー。2004年10月15日に一部地域で発売され、1950年代から人気であったソーダ・ファウンテンの味を再現した「ソーダ・ファウンテン・クラシックス」の第1弾として企画された。 現在、アメリカ国内の一部地域でのみ購入可能であるが、ピブ・エクストラでなくドクターペッパーの入った自販機コカ・コーラ・フリースタイルでも購入可能である。 短期間カナダでも購入可能であったが、2007年中期までに製造中止となった。ただしダイエット・チェリーチョコレートが製造中止になった後、2008年中期に再開された。 |                      |
| ダイエット・ドクターペッパー・チェリーバニラ Diet Dr Pepper Cherry Vanilla                                   | 2004年                | ドクターペッパー・チェリーバニラの低カロリー版。. |                      |
| ドクターペッパー・ベリーズ&クリーム Dr Pepper Berries and Cream                                              | 2006年                | ベリーとクリームのフレーバー。2006年4月、ほぼ全米で発売された。「ソーダ・ファウンテン・クラシックス」第2弾。売れ行き不振により製造中止となった。 カナダにおいてダイエット版の限定発売後、2007年9月から12月に限定発売された。 |                      |
| ダイエット・ドクターペッパー・ベリーズ&クリーム Diet Dr Pepper Berries and Cream                             | 2006年                | ベリーとクリームのフレーバーの低カロリー版。通常版と同時に製造中止となった。 2007年5月から8月、カナダにおいて限定発売された。 |                      |
| ダイエット・チェリーチョコレート・ドクターペッパー Diet Cherry Chocolate Dr Pepper                           | 2007年                | チェリーとチョコレートのフレーバーの低カロリー版。2007年11月21日から2008年4月に限定発売された。ダイエット版のみで、通常版は製造されなかった。カンフィールドのダイエット・チェリーチョコレートファッジ・ソーダと似た味であるが、独特なドクターペッパーの味がする。 ユーチューバーのテイ・ゾンデイの楽曲「"Cherry Chocolate Rain"」に登場する。 2008年1月上旬、カナダで限定発売された。 |                      |
| ドクターペッパー・チェリー Dr Pepper Cherry                                                                  | 2009年                | より強いチェリーのフレーバー。2009年2月頃に一部地域で発売された。ドクターペッパーの味に似ているが、より強いチェリーのフレーバーが追加されている。 2009年3月から4月、バンドのキッスのジーン・シモンズは広報係に任命されてテレビコマーシャルに登場し、楽曲「"Calling Dr. Love"」が流れる中「"Trust me, I'm a doctor"(私を信じろ。私は医者だ。)」と語る。 ピブ・エクストラでなくドクターペッパーの入った自販機コカ・コーラ・フリースタイルでも購入可能である。 |                      |
| ダイエット・ドクターペッパー・チェリー Diet Dr Pepper Cherry                                                 | 2009年                | ドクターペッパー・チェリーの低カロリー版。2021年に製造中止となり、ゼロ・シュガー版に置き換えられた。 |                      |
| ヘリテイジ・ドクターペッパー Heritage Dr Pepper                                                              | 2009年                | 1970年代初頭に果糖ブドウ糖液糖に置き換えられる前の製法で製造された砂糖入りのドクターペッパー。2009年11月頃にアメリカ国内の様々な直売所で限定発売された。 ヘリテイジ・ドクターペッパーとダブリン・ドクターペッパーの製法は同じであるとされているが、ヘリテイジ・ドクターペッパーは大量生産であり全米で販売されるペプシやマウンテンデューの懐古商品と市場が重なっている。 |                      |
| ドクターペッパー・メイドウイズ・リアルシュガー Dr Pepper "Made with Real Sugar"                              | 2010年                | 2010年夏、125周年を記念して新たな砂糖入りのドクターペッパーが発売され、ヘリテイジ・ドクターペッパーと置き換えられた。1960年代の絵柄とスローガンを描いた収集価値のある12オンス缶と20オンスのペットボトル計6種が発売された。 | [ 38 ]               |
| ドクターペッパー・テン Dr Pepper Ten                                                                         | 2011年                | 1本につき10カロリーの低カロリー版。男性的な見た目で砲金の色をしており「"It's Not for Women"(女性用ではない)」とのスローガンで男性向けに発売し、性差別として議論となった。2018年、売り上げ低迷により製造中止となった。 | [ 11 ] [ 39 ] [ 40 ] |
| ドクターペッパー・バニラフロート Dr Pepper Vanilla Float                                                     | 2014年                | バニラアイスクリームのフレーバー。2014年夏の期間限定で20オンスおよび2リットルのペットボトル、12オンス缶12個パックで販売された。 | [ 41 ]               |
| ドクターペッパー・ダークベリー Dr Pepper Dark Berry                                                          | 2019年                | ベリーのフレーバー。2019年5月、映画『スパイダーマン:ファー・フロム・ホーム』のプロモーションによる限定発売で7月に公式に製造中止となった。 2022年5月、映画『ジュラシック・ワールド/新たなる支配者』のプロモーションで復活した。 | [ 42 ] [ 43 ]        |
| ドクターペッパー・クリームソーダ Dr Pepper Cream Soda                                                        | 2020年                | クリームソーダのフレーバー。. | [ 44 ]               |
| ダイエット・ドクターペッパー・クリームソーダ Diet Dr Pepper Cream Soda                                       | 2020年                | ドクターペッパー・クリームソーダの低カロリー版。翌年製造中止となりゼロシュガー版に置き換えられた。 | [ 44 ]               |
| ドクターペッパー・ゼロシュガー Dr. Pepper Zero Sugar                                                         | 2021年                | 低カロリー版。よりオリジナル版に近い味である。 |                      |
| ドクターペッパー・チェリー・ゼロシュガー Dr. Pepper Cherry Zero Sugar                                        | 2021年                | ドクターペッパー・チェリーの低カロリー版。よりオリジナル版に近い味である。ダイエット版に置き換えられた。 |                      |
| ドクターペッパー・クリームソーダ・ゼロシュガー Dr. Pepper and Cream Soda Zero Sugar                          | 2021年                | ドクターペッパー・クリームソーダの低カロリー版。よりオリジナル版に近い味である。ダイエット版に置き換えられた。 |                      |
| ドクターペッパー・ストロベリークリーム Dr. Pepper Strawberries and Cream                                     | 2023                  | ストロベリークリームのフレーバー。バレンタインデーのプロモーションであった。 |                      |
| ドクターペッパー・ストロベリークリーム・ゼロシュガー Dr. Pepper Strawberries and Cream Zero Sugar            | 2023年                | ドクターペッパー・ストロベリークリームの低カロリー版。 |                      |

### アメリカ国外
| 商品名                                                   | 発売年   | 特記 | 脚注 |
| -------------------------------------------------------- | -------- | --- | ---- |
| ドクターペッパー(イギリス製法) Dr. Pepper (UK formula)   | 1980年代 | 他の国々の版と同様にイギリス版は果糖ブドウ糖液糖でなく砂糖で製造され、アメリカのヘリテイジ・ドクターペッパーと類似している。当初ブリトヴィックが製造していたが、1986年にフード・ブローカーズに、1990年代中期にコカ・コーラ・エンタープライズに移行した。 2014年8月、イギリス版の製法が見直され、人工甘味料のアスパルテームおよびアセスルファムカリウムが加えられた。これにより100ミリリットルにつき砂糖を10.3グラムから7.2グラムに減らすことができた。2018年、砂糖税の導入により、砂糖を4.9グラムまで減らした。 |      |
| ドクターペッパー・ゼロ(イギリス) Dr. Pepper Zero (UK)    | 1986年   | イギリス版ドクターペッパーの低カロリー版。ダイエット・ドクターペッパーとして発売された。当初人工甘味料のサッカリンが使用されていたが、1992年、アスパルテームに変更となった。2005年、コカ・コーラのライト版の復活に伴いドクターペッパーZに改名し、2006年に現在の名前に改名した。 |      |
| ドクターペッパー(ドイツ製法) Dr. Pepper (German formula) | 2006年   | ドイツ版はクロンバッハにより製造されている。当初イギリス版と似た製法であった。アスパルテームとアセスルファムカリウムが加えられ、イギリス版より砂糖を減らした。 |      |

## 生産と販売
アメリカ国内では、キューリグ・ドクターペッパー社は独自の販売網と瓶詰業者（ボトラー）を持たないため、コカ・コーラやペプシの製品も生産する独立した瓶詰業者の手によって流通している商品が多数ある。独立した瓶詰業者が生産しているものもあり、またキャドバリー・シュウェップス社の工場が生産している地域もある。
キャドバリー・シュウェップス社による買収以前はドクターペッパー/セブンアップの製品の30%がペプシが生産および販売し、他の30%がコカ・コーラが生産および販売していた。残りの40%は主にドクターペッパー/セブンアップ合併前の地域ボトラーからなる独立した瓶詰業者およびドクターペッパー/セブンアップ・ボトリング・グループが生産および販売していた。現在ドクターペッパーの瓶詰をしているペプシおよびコカ・コーラの瓶詰業者はペプシコおよびコカ・コーラ・カンパニーが所有している。
現在、キューリグ・ドクターペッパーは30州以上で所有する瓶詰業者が瓶詰および販売している。コカ・コーラおよびペプシは自社で生産するためにキャドバリー・シュウェップスの製品の瓶詰および販売を基本的に取りやめたが、地域によって例外もある。
カナダおよびポーランドではキャドバリー・シュウェップスがペプシコの販売権の認可を受けている。メキシコ、ドイツ、スウェーデン、オランダ、スロバキア、オーストリア、チェコ、ベルギー、ノルウェイではキャドバリー・シュウェップスがドクターペッパーの商標権と販売権を所有している。フィンランドではコカ・コーラの瓶詰を行なうシネブリチョフがドクターペッパーの瓶詰をしている。ルーマニアではベルギーから輸入しており大都市でのみ販売している。ポルトガル、スペイン、フランス、トルコ、ギリシャではイギリスから輸入しており販売数は少ない。他のほとんどの国では、コカ・コーラ社がキャドバリー・シュウェップスから商標権を買い取り販売している。世界中で商標権の所有者が様々であるのは、独占禁止法によりコカ・コーラ社が権利を買い取ることができないためである。
また主にポーランドから輸入しているロシアの他、韓国、ウクライナでも購入できる。オーストラリアやニュージーランドにはもう瓶詰業者はないが、ユナイテッド・ステイツ・フーズやオーストラリアの他の小規模小売業者により輸入販売されている。コールズやウールワースなどのスーパーのイギリスコーナーで砂糖入りのイギリス版と共に販売されている。タイランド、北朝鮮、セルビアでは販売されていない。インドネシアでは北ジャカルタのスンターにオフィスを構えるPT Citra Gourmand Prima(旧PT Armasco Prima) により輸入されているが、アメリカから輸入しているフィリピン、マレーシア、シンガポールでは販売数が極端に少ない。レバノンでは主にアメリカ、イギリス、ベルギーからの輸入によりスーパーやコンビニで購入可能である。
1973年から日本で販売されており、首都圏、沖縄、東海地方の一部で地元のコカ・コーラ社により広く販売されている。1983年、大阪のコカ・コーラ社が販売を開始したが売り上げ低迷のため2年で販売中止になるなど日本の他の地域での販売は盛んではない。

## 他の商品
- ジェリー・ベリーのゼリービーンズのドクターペッパー味。
- フバブバの風船ガムのドクターペッパー味。
- ヴァイタ・フード・プロダクツのバーベキュー・ソース「Dr Pepper Sweet & Kickin' BBQ Sauce」および「Dr Pepper "More than Mesquite" Marinade」[48]。
- 化粧品会社ボンベルのリップクリームのリップ・スマッカーズのドクターペッパーの香り。
- ブラクの飴のソーダ・ポッパーズのドクターペッパー味。他にオレンジ・クラッシュ味、A&Wルートビア味、セブンアップ味がある。
- ヴァイタ・フード・プロダクツのアイスクリームにかける「"Dr Pepper cherry dessert topping"」(2009年)[49]。
- 公式iPodカバー。(製造中止)
- セブン-イレブンのスラーピーのドクターペッパー味。
- スティック状の棒なしアイスキャンディーであるフリージーのドクターペッパー味。他にグレープ・クラッシュ味、Hire'sルートビア味がある。
- シリアス・ビーン・カンパニーのベイクドビーンズのソースにドクターペッパーを使用している[50]。

## マーケティング
過去のプロモーションによると「ドクターペッパー・タイム」は午前10時、2時、午後4時を指していた。第二次世界大戦中、ラジオ番組『The 10–2–4 Ranch』(のちの10–2–4 Time)がアメリカ合衆国南部およびドクターペッパーが販売される他の地域で放送されていた。サンズ・オブ・ザ・パイオニアズやディック・フォランが出演していた。1960年代、楽曲「"The Glow-Worm"」のコーラスの旋律が広告で使用され、「"It's Dr Pepper Time!"(ドクターペッパーの時間がきた)」で終わっていた。
1960年代初頭、冬に温めてレモンのスライスを入れる飲み方を提案した。1999年の映画『タイムトラベラー きのうから来た恋人』の1960年代のシーンにこの飲み方が登場した、
1967年頃、広告「"Charge"(チャージ)」を発表した。:
Charge!!(チャージ)

Get Going Again,(また前に進め)

With the Dr Pepper Difference.(違いのあるドクターペッパーと共に)
1977年、ジェイク・ホームズは「"Be a Pepper"」の作詞を行なった。1970年代初頭、ホームズとランディ・ニューマンはジングル「"The Most Original Soft Drink Ever"」を作詞作曲した。バリー・マニロウはコンサートおよびアルバムでホームズのジングルを「"VSM – Very Strange Medley"」という題で演奏した。1977年から1985年までこのジングルを使用したテレビコマーシャルが流れていた。歌詞には「"It's not a cola, it's something much much more. It's not a root beer, you get root beer by the score."(コーラではない。それ以上だ。ルートビアではない。ルートビアはポイントで買える。)」と記されている。「"Be a Pepper"」シリーズでは愛飲者を「ペッパーズ」と呼び、トニー・スティーヴンスの精巧な振付の群舞のシーンや俳優のデイヴィッド・ノートンが群衆を率いるシーンが度々登場した。ホームスが作詞したジングルの歌詞を以下に示す。:
I'm a Pepper, he's a Pepper,(私はペッパー、彼はペッパー)

She's a Pepper, we're a Pepper,(彼女はペッパー、私たちはペッパー)

Wouldn't you like to be a Pepper, too?(あなたもペッパーになりませんか)

Be a Pepper. Drink Dr Pepper.(ペッパーになろう。ドクターペッパーを飲んで)
これは数多くのポップ・カルチャーへの引用やパロディにされるほどの価値となった。1981年7月、カナダのスケッチ・コメディー番組『SCTV』において、エキサイトしすぎたケガ人(ユージン・レヴィ)が治療にあたった医師「ドクターシェクター」(リック・モラニス)を激賞する、というのが最初のパロディの1つとなった。レヴィが率いるギプスや松葉杖の状態の患者たちが精巧なダンスや歌を披露し("Wouldn't you like to see my doctor, too?"(あなたもドクターに会いませんか))、ドクターシェクターが自分の仕事内容を説明しようとすると警報が鳴る("These people should not be dancing!"(彼らは踊るべきではなかった))。1982年のコメディ映画『The Beach Girls』のスローガンは「"I'm a popper, he's a popper..."(私はペッパー、彼はペッパー)」であった。1987年2月放送の『戦え!超ロボット生命体トランスフォーマー』シーズン3「The Return of Optimus Prime」においてレックガーがこのスローガンをパロディにする。
.
1981年、多くのコマーシャルに出演したノートンはジョン・ランディス監督の映画『狼男アメリカン』に主演しブレイクした。「"I'm a Pepper"」に出演したダンサーには他に映画『オズの魔法使』(1939年)でカカシ役を演じた俳優のレイ・ボルジャーがいる。
ドクターペッパー/セブンアップ社の元CEO/社長のWWクレメンツはドクターペッパーの味を唯一無二のものとして「私はいつもドクターペッパーの味は他のものとは全く異なるため言葉に表せないと主張している。リンゴでもオレンジでもイチゴでもない。ルートビアでもコーラでさえもない。全く独自の唯一の味の異なる種類の飲み物だ」と語った。
1980年代の「"Out of the Ordinary"(常識を超える)」キャンペーンでは、スペース・カウボーイと仲間のエイリアンがブランド無しのシンプルなコーラの中から何か違うものを探すポストアポカリプスのコマーシャルを放送した。このキャンペーンでは、日本のある町の市民がゴジラにドクターペッパーを勧めるコマーシャルも製作された。1986年、ドクターペッパーがスポンサーとなっていた深夜のコメディ番組『Canned Film Festival』で主に流されていた。
2000年12月20日、『レイト・ショー・ウィズ・デイヴィッド・レターマン』において、デイヴィッド・レターマンはドクターペッパーについて冗談で「液体肥料」と語った。ドクターペッパーの代理人が抗議し、CBSは再放送しないことに同意した。レターマンは番組の中で冗談だったと繰り返し主張した。

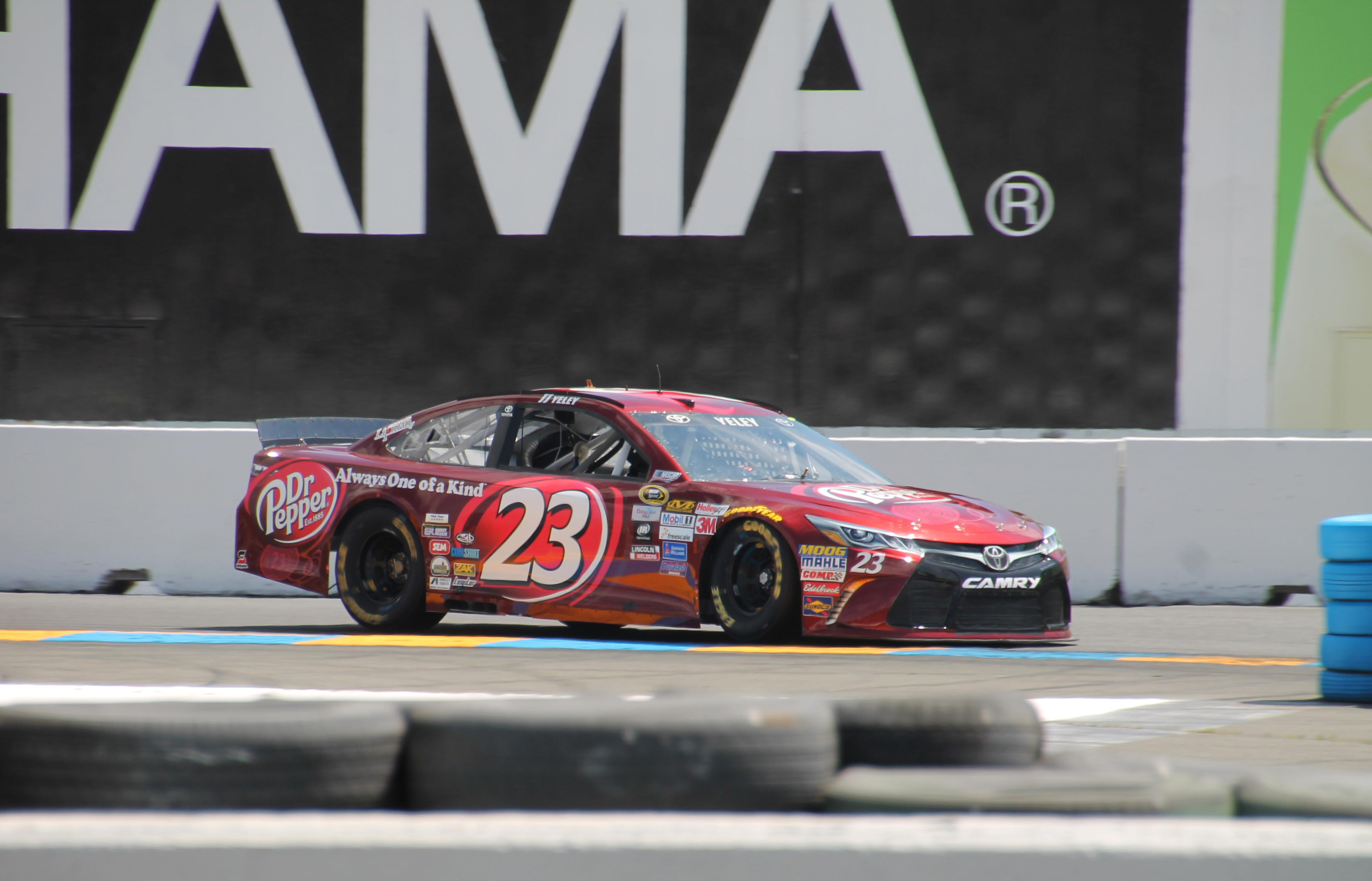
2015年、NASCARスプリントカップ・シリーズにおいて、JJイエリーが乗車するドクターペッパーがスポンサーを務める23番トヨタ・カムリ。

2009年のスローガンは「"Drink it slow. Doctor's orders"(ゆっくり飲むように。ドクターからの指示)」であった。ドクター・ドレー、ジュリアス・アービング(愛称ドクター・ジェイ)、ジーン・シモンズ(キッスの「"Calling Dr. Love"」の作曲者)など「ドクター」の言葉がつく著名人またはニール・パトリック・ハリスやケルシー・グラマーなどドクター役を演じた役者などがこのスローガンでドクターペッパーの宣伝をしている。このコマーシャルでは著名人が「"Trust me. I'm a doctor"(私を信じてください。私はドクターです)」と語り、ドクターペッパーのグラスと共に新しいスローガンが流れる。
これまで多くのダイエット系ソフトドリンクが主に女性にアピールしていたのに対し、2011年のドクターペッパー・テンのコマーシャルでは男性をターゲットにしていた。このキャンペーンではアクション映画をテーマにしたコマーシャルで他のダイエット飲料を「レディ・ドリンク」と揶揄し、「モーセの十戒("Ten Commandments")」をもじった「"Man'Ments"」およびスローガン「"It's Not for Women"(女性向けではない)」をフェイスブック・ページに掲載した。複数の批評家がこのキャンペーンを性差別として非難した。

### ドクターペッパー・ガール
1963年、ドクターペッパー・ガールの全米オーディションで歌手のドナ・ローレンが選ばれドクターペッパーのスポークスパーソンとなった。ラジオ、広告、テレビ、カレンダー、看板などに登場してドクターペッパーのプロモーションを行ない全米で知られるようになった。初期の頃、ABCのスペシャル番組『Dr Pepper Celebrity Party』にて、定期的に共演していたディック・クラークと共同司会を行なった。続いてローレンはドクターペッパーの宣伝のために歌などで何百回も出演した。ドクターペッパーの歴史家であるハリーEエリスは『Dr Pepper—King of Beverages』の中で「活発で快活で歌の才能のあるドナはすぐに成功を収めた。ドクターペッパー・ガールとしてドクターペッパーがスポンサーのイベントや番組に出演して短い間に広く知られるようになった。5年に亘りエンターテイナーとしてだけでなくラジオやテレビのコマーシャル、ポスター24枚、店頭販売、カレンだーなど様々な広告媒体や宣伝活動に出演するなどドクターペッパーの主要な企画に登場することとなった」と記した。
1964年、ローレンはアメリカン・インターナショナル・ピクチャーズのビーチパーティ映画『ムキムキ・ビーチ』で映画デビューした。のちにローレンは「プロダクトプレイスメントであるが、ドクターペッパーのおかげで映画に出演することができた。歌が得意だったためディック・デイルとデュエットもでき、そこから前に進むだけだった」と語った。以降ビーチパーティ映画3作に出演した。1960年代、ドクターペッパーと関係なくともテレビや映画に出演し、キャピトルやリプリーズなどからレコードをリリースするなど活躍を続けた。1968年までドクターペッパー・ガールとして活動した。
1961年から1981年、ドクターペッパーはミスコンテスト「ミス・ティーネイジ・アメリカ」のスポンサーであった。。

### 無料配布
2008年3月26日、アメリカでリリースされる予定のガンズ・アンド・ローゼズのアルバム『チャイニーズ・デモクラシー』の発売を記念し、ギタリストのバケットヘッドとスラッシュを除くアメリカ国民全員にドクターペッパーを1缶ずつ無料プレゼントするというキャンペーンを行うことが報じられた。同日遅く、リードボーカリストのアクセル・ローズはガンズ・アンド・ローゼズの公式ウェブサイトでドクターペッパーへの返信として、ドクターペッパーの対応への驚きを表明した。またローズは、バケットヘッドのいくつかの演奏がこのアルバムに収録されているとして、自分のドクターペッパーをバケットヘッドに分けるつもりだと語った。元々このアルバムは1994年に製作を開始したが、メンバーチェンジやリーダーであるボーカリストのアクセル・ローズの周囲のトラブルなどにより、延期に延期を重ね2008年春にやっと完成したと発表されたが、発売日は依然不明であり、さらに数か月、数年延期する可能性も充分あった。そのニュースと同じくしてドクターペッパー/セブンアップ社が「新作アルバムが年内にリリースされたら、ドクターペッパーをアメリカ全国民に1缶ずつおごる」と賭けを宣言した。そして、バンド側が賭けに勝った形となり、無料プレゼントが実現することとなった。ただし、バンドを脱退しアクセル・ローズと絶縁状態にあるといわれているスラッシュ、バケットヘッドはキャンペーン対象外とされた。年内にアルバムがリリースされると発表され、ドクターペッパーは約束を守ると宣言した。
11月23日のアルバムのリリースに併せてオンラインで無料クーポンを配布したが不十分であった。2日後、バンド側は自分達に無断で宣伝に利用したとして抗議し、提訴した（当初は黙認するつもりであったが、インターネットでの引き替え受付の不手際から逆にバンドの名誉を傷つけられたと主張した）。ガンズ・アンド・ローゼズの弁護士であるアラン・ガットマンはドクターペッパーの親会社を脅迫した。ドクターペッパーに宛てた書簡の中で、ガットマンは「貴社がぎこちなく実行した無料配布の策略は消費者への詐欺行為で全く大失敗であり、ファンはアルバムのリリースを台無しにされたと感じる」と記した。またロースの弁護士は「ウォール・ストリート・ジャーナル」、「USAトゥデイ」、「ニューヨーク・タイムズ」、「ロサンゼルス・タイムズ」の全面広告に謝罪文を掲載することを要求した。その後のインタビューにおいてローズは弁護士に問題ないと語ったことを主張し、弁護士らの対応に驚いたと語った。

## 海外

### アメリカ合衆国
アメリカ合衆国においては、最も古い炭酸飲料水でありごくメジャーな飲み物として知られており、コンビニエンスストアやファーストフード店で流通している。

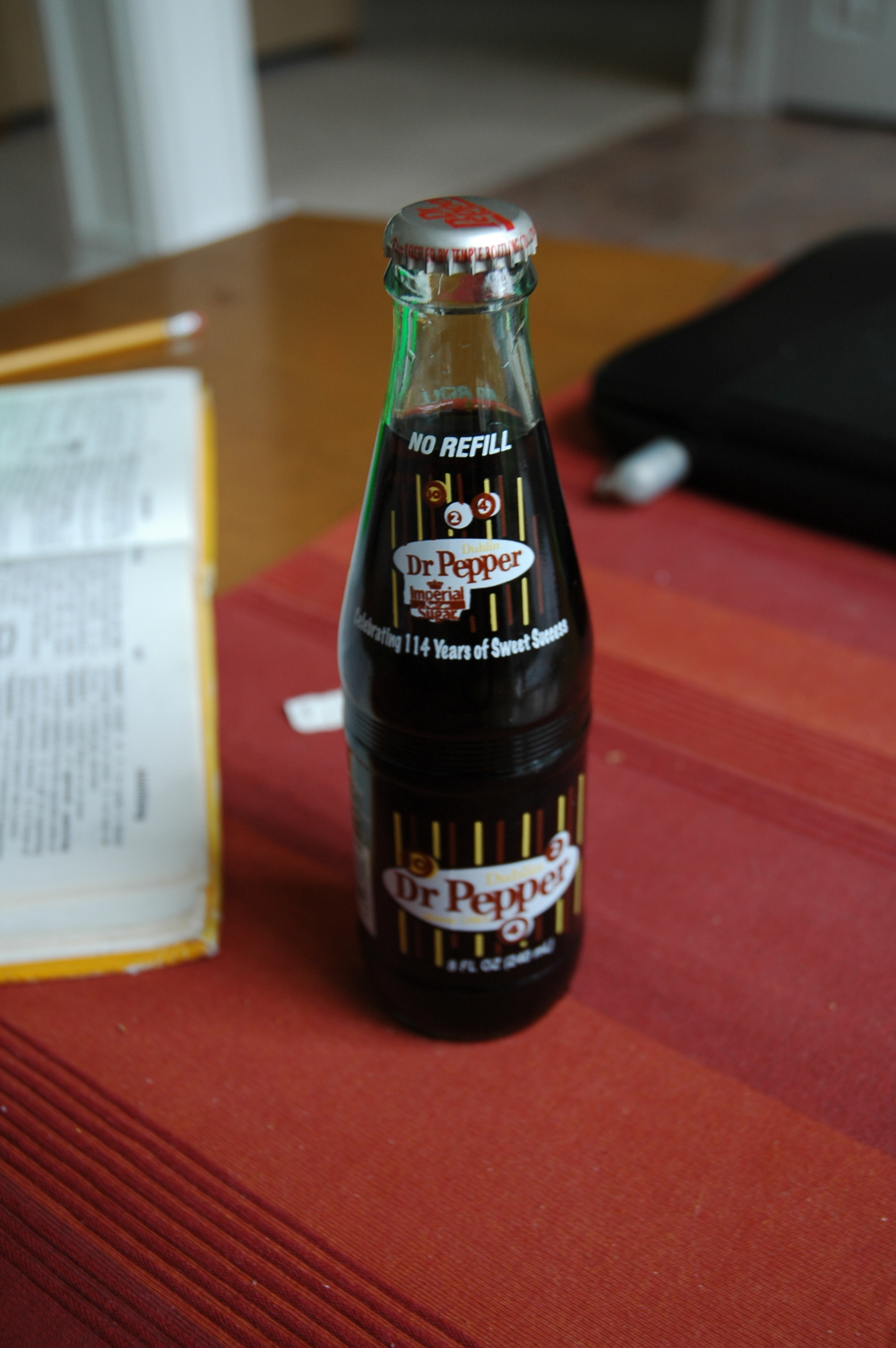
ダブリンペッパーの瓶

ダブリンペッパー
ドクターペッパーを生産している最も古い工場は、テキサス州ダブリンにある。1960年代、工場のオーナーであるビル・クロスターは、生産性の問題からサトウキビから取った砂糖ではなく、安価なコーンシロップを使って作るように迫られたが、これを拒否した。この砂糖はテキサス州にある、インペリアル・シュガー社が提供している。このため、この工場が生産しているドクターペッパーは、元祖の味を持っているため、ダブリンペッパーの別名で知られている。契約上の問題から、ステファンビル、トーラー、コマンチ、ヒコの町を含む半径40マイルの範囲でしか売られていないが、個人向けの販売は許可されており、インターネットを通して世界中に販売されている。
近年、ダブリンペッパーは、その営業規模を拡大しており、テキサス州のほとんどの地域に商品を納めている。8オンスのガラス瓶のみでしか販売されていなかったが、12オンスのペットボトル（日本の350mlペットボトルに相当）でも販売を開始している。どちらの商品も、インペリアル・ケーン・シュガーのラベルが貼られており、他の商品と一目で区別がつく。
ドクターペッパー本社との商標に関する係争のため、2012年1月12日、ダブリン・ドクター・ペッパー・ボトリングはダブリン・ボトリングと名を改め、ドクターペッパーの製造を止めると発表した。
販促活動
大々的に販売を始めた当初のドクターペッパーのキャッチフレーズは、「The king of beverages. free from caffeine」、すなわち「カフェインを含有しない清涼飲料の王様」であった。
以降、1950年頃まで、Dr. Pepperのようにピリオドがつけられていたが、商品名をわかりやすくするためにピリオドは消され、さらにロゴを斜めのデザインに変更している。ピリオドがあると"Dr."ではなく、"Di:"に見えてしまうというのが変更の理由の1つであった。他にも薬であるとの誤認を防ぐという理由もあった。
1986年のアメリカ映画『ショート・サーキット』では何度もドクターペッパーが登場し、広告が行われている。またいくつかのセリフの中で、直接商品に言及している。

### オーストラリア
オーストラリアでは1997年にドクターペッパーの販売が開始された。テレビCMや安価な小型缶で市場の獲得を狙ったが、獲得に向けての努力は続けられず、消費者の間で受け入れられなかった。2003年の末まで1.25リットルのペットボトルで販売されていたが、現在では販売は終了している。

## 日本

### 流通
日本では1973年から販売されているが、全国で一般的に飲まれている飲み物ではないとされている。まず、その理由として、独特の風味が受け入れられず、好き嫌いが分かれる飲み物とも評されていることが挙げられるが、首都圏、静岡県および沖縄県以外ではほとんど流通していないことも挙げられる（関東ローカル#関東ローカルの商品参照）。
一時期、日本コカ・コーラの販売網から外れてカナダドライ系列で製造・販売されていたことや、日本において定期的に販売を行っているのが、コカ・コーライーストジャパンの旧東京地区、旧利根地区、旧三国地区、旧セントラル地区のうち旧富士地区、沖縄コカ・コーラボトリングの5区域のみなので、首都圏、静岡県および沖縄県以外では、知名度の低い商品となっている。
旧利根エリア（千葉県、栃木県、茨城県）および東京都と沖縄県では、多くのコカ・コーラ自販機で販売され入手しやすい状況となっている。旧三国エリア（埼玉県、群馬県、新潟県）、旧富士エリア（神奈川県、山梨県、静岡県）では前者ほど販売網は広くはないが、缶入りまたはペットボトル入り製品が自販機やスーパー等で入手できる。
それ以外の地域では、現地販売会社がレギュラー商品として扱っていないが、一部の小売チェーン店（ヴィレッジヴァンガード、ドン・キホーテ、コストコ、成城石井、西友、カルディコーヒーファーム など）を中心に入手できる。また、通信販売や輸入食料品店などでも入手することが可能である。Amazon.co.jpなど、いくつかのECサイトが取り扱いをしており、どのような地域でも入手不可能というわけではない。なお国産品と輸入品のどちらが売られているかは、販売される店舗によって異なる。
旧利根エリアでは、利根ソフトドリンク（後のイトシア）を介して長年に亘り主力商品として販売されているため認知度が特に高い。これは、瓶売りが中心だった時代に他のコカ・コーラ製品よりもドクターペッパーは10円安く、さらにくじ付きで販売され、お小遣いの少ない小・中学生に支持されたという歴史的側面、および利根社が管轄する自販機には高い確率で充填されていたという物理的側面が大きく作用している。
近年までこの瓶入り製品が販売されていたが、コカ・コーライーストジャパンプロダクツ発足に伴う工場再編の流れの中、茨城工場のガラス瓶製品ラインが廃止されたのに伴い終売した。ワンウェイ瓶製品はみちのくコカ・コーラボトリング青森工場に生産を委託し、販売継続されていたが、これも後に終売している。

### 歴史
旧東京コカ・コーラボトリング地区では、1980年代半ばに東京カナダドライ社に販売が移管され、一時期カナダドライの自販機にて扱っていた（後に東京カナダドライ社がカルピスに身売りされ東京カルピスビバレッジとなると、その管轄自販機で引き続き販売された。そのため自動販売機に貼ってあった写真にはカルピスウォーター、blendy缶コーヒー、ドクターペッパーが並んで写っていた）。また、旧三国コカ・コーラボトリング、旧富士コカ・コーラボトリング、沖縄コカ・コーラボトリングの販売区域内ではそれぞれ子会社の三国フーズ、富士ビバレッジ、沖縄カナダドライ（現：琉仁カスタマーサービス）名義で販売された。
なお1973年のドクターペッパーの発売開始と期を同じくして、一部コカ・コーラボトラーから類似商品であるミスター・ピブが発売されたが、売り上げが芳しくなく短期で販売終了となった。また、関西では近畿コカ・コーラボトリング（現：コカ・コーラウエスト）がラインナップ拡充の目的で1983年4月に350ml缶を発売したが、思ったように消費者に受け入れられず2年で終売した。その後、関西地方のコカコーラ・ボトラーからは正式販売されていない。
関西では現在、ジャパンで350ml缶が販売されている。

### その他
地域によりドクペ、ドクッペ、ドクペッ、ドクパーなどの通称名で親しまれている。
2009年10月にはパッケージデザインをリニューアルした。2013年5月頃よりペットボトル形状が専用品から汎用品に変更された。
2011年、主要登場人物がドクターペッパー（および名前が似た飲み物）を愛飲しているという設定のあるテレビアニメ（「STEINS;GATE」及び「神様のメモ帳」）が偶然にも同時期に地上波で放送され、売り上げにも影響を及ぼしたという分析する報道があった。
2013年、前述のアニメを元とした映画『劇場版 STEINS;GATE 負荷領域のデジャヴ』が上映される前に販売された映画鑑賞前売り券とイラスト集には、ほぼ抱き合わせの形で常温保存したドクターペッパーとメタルウーパが付けられて販売された。一部限定であったがこれに関して販売メーカーのコカ・コーラ社はノータッチで一切関与していない。そもそも同社は番組スポンサーですらなかった。
2019年初頭頃よりファミリーレストランガストはドリンクバーを新型の機器に順次置き換え、新型機のレパートリーにはドクターペッパーが追加された。又バリエーションとして、ノーマルとファンタメロンと混ぜ合わせたドクターペッパーメロンの２つがある。
2019年11月頃より北海道コカ・コーラボトリングで500ml缶の製造を開始し、北海道内のセブンイレブンや一部のスーパーマーケット、ホームセンターなどで販売されるようになったが、2023年頃より販路が大幅に縮小され、以降はイオン北海道の店舗などでコカ・コーライーストジャパンの茨城工場で製造された500mlペットボトルがほぼ恒常的に販売されている。
2021年より個人が運営するドクターペッパーシリーズの販売箇所を紹介する「日本ドクペ地図」がオープンしており、2024年現在、登録件数が3000件を超えている。

## 逸話
命名の由来の噂
モリソンがペッパーの娘との結婚許可をもらうために、ドクターペッパーという名前を付けたという話があるが、モリソンがペッパーの下から離れた時点では娘の年齢は8歳であり、常識的に考えてありえない説である。それとは別に、モリソンが住んでいた家の近所にもペッパー姓のドクターが住んでいたことが国勢調査の結果判明しており、そこの娘は命名時に16歳であったとされる。
長寿の女性
ドクターペッパーを毎日3本飲んでいた女性が100歳以上生きており、健康の秘訣はドクターペッパーであり、健康に悪いと言っていた医者の方が先に亡くなったとコメントしている。

## 博物館

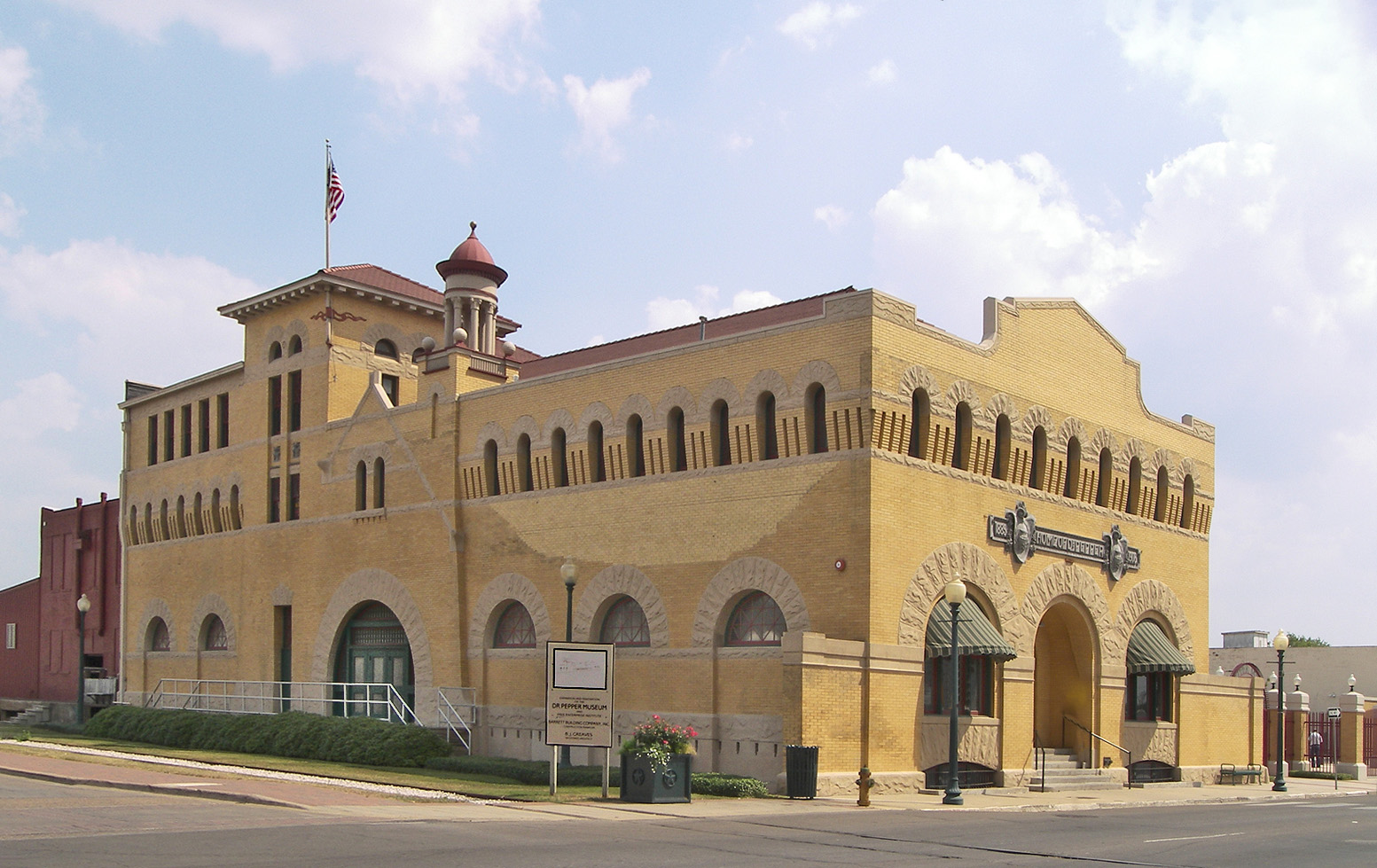
ウェーコにあるドクターペッパーミュージアムは、アメリカ合衆国国家歴史登録財に登録された。

1991年、テキサス州ウェーコのダウンタウンの南5番通り300番地にあるアーテシアン・マニュファクチャリング&ボトリング・カンパニーの建物の中にドクターペッパー・ミュージアムが公開された。この建物はドクターペッパーを瓶詰するために建てられた最初の建物であった。1906年に完成し、1960年までドクターペッパーが瓶詰されていた。3階まで展示され、旧式ソーダ・ファウンテンが稼働し、ドクターペッパー・グッズの売店がある。

## 世界のドクターペッパーの中心地
ミシシッピ川東の他の都市圏と比較して、バージニア州ロアノークが最大消費地である。ロアノークはチャールズ・テイラー・ペッパー医師の故郷であるバージニア州ルーラル・リトリートの東約90マイル (140 km)、ウィリアム・アレクサンダー・リード・ペッパー医師とウェイド・モリソンが居住していたと国勢調査で示されるクリスチャンズバーグの東30マイル (48 km)に位置する。1936年、ジョン・ウィリアム・デイヴィス(愛称ビル)はロアノークのミシシッピ川東に最初のドクターペッパーの工場を開業した。1950年代後半に消費量の世界記録を達成し、「Dr Pepper Capital of the World(世界のドクターペッパーの中心地)」と呼ばれた。ドクターペッパーはロアノークでの売上の一部をダウンタウンにある1950年代頃に作られた"10–2–4"ロゴのドクターペッパーのネオンサインの修復のために寄付した。ロアノーク市は、1920-40年代と広く使われてた宣伝文句「 Drink a Bite to Eat at 10, 2, and 4 o'clock（10時2時4時にちょっと飲もう）」から、2015年10月に10月24日はドクターペッパーの日と定めた。